# From the Inside (singel)
From the Inside – singel amerykańskiego zespołu nu metalowego Linkin Park pochodzący z ich drugiej płyty Meteora. Na krążku znajdują się dwie wersje utworu From the Inside (wersja albumowa oraz koncertowa) oraz koncertowe wykonanie Runaway. Dodatkowo na płycie umieszczony jest teledysk do tytułowej piosenki, który wyreżyserował Joe Hahn.

## Lista utworów
1. „From the Inside” – 2:53
2. „Runaway” (live) – 3:07
3. „From the Inside” (live) – 3:00

- Runaway i From The Inside zostały również wydanie na koncercie DVD „Live In Texas”